# Paul Lapie
Paul Lapie, nació en Montmort el 4 de septiembre de 1869 y murió el 24 de enero de 1927, era un maestro de conferencias en la Universidad de Rennes.

## Biografía
Se comprometió por una escuela laica. Se implica en el proyecto de cooperación escolar propuesta por Barthélemy Profit cuyo,  objetivo es, según él, « de dotar la escuela de un material adaptado a los nuevos métodos pédagogicos».
Filósofo y sociólogo, colaboró con Durkheim en el Año sociológico.

## Obras
- Las civilizaciones de Túnez: Musulmanes, Israélites, Europeos, 304 p., París, F. Alcan, 1898.
- La justicia por el Estado, estudio de moral social, coll. « Biblioteca de filosofía contemporánea », París, F. Alcan, 1899, 215 p.
- De justitia apud Aristotelem, París, F. Alcan, 1902, 75 p.
- Lógica de la voluntad, coll. « Biblioteca de filosofía contemporánea », París, F. Alcan, 1902, 400 p.
- Lecturas morales, extraídas de los autores antiguos y modernos y precedidas de entrevistas morales, publicadas conforme a los programas oficiales del 31 de mayo de 1902, « Clases de cuarta y de tercera TIENE y B », París, Hachette, 1903, VI-600 p.
- El Instituteur y la guerra, París, H. Didier, 1915, 76 p.
- La Ciencia de la educación, París, Larousse, 1915, 30 p.
- Pedagogía francesa, París, F. Alcan, 1920, 216 p.
- Para la razón, París, F. Rieder y Cie, nueva edición 1921, III-I-178 p.
- La Escuela y los colegiales, París, F. Alcan, 1923, IV-187 p.
- Moral y pedagogía, París, F. Alcan, 1927, XXIII-238 p.

## Posterioridad
Un liceo de Courbevoie construido en 1930 lleva su nombre, así como una escuela en Burdeos en el barrio de Caudéran y en Talence.